# Martuba
Martuba (arab. مرتوبة, Martūbah) – miasto w północno-wschodniej Libii, w gminie Darna, zlokalizowane w odległości 27 km na południe od Darny, przy Libijskiej Autostradzie Przybrzeżnej. Niedaleko położony jest port lotniczy Martuba.